# 斯列堅卡街

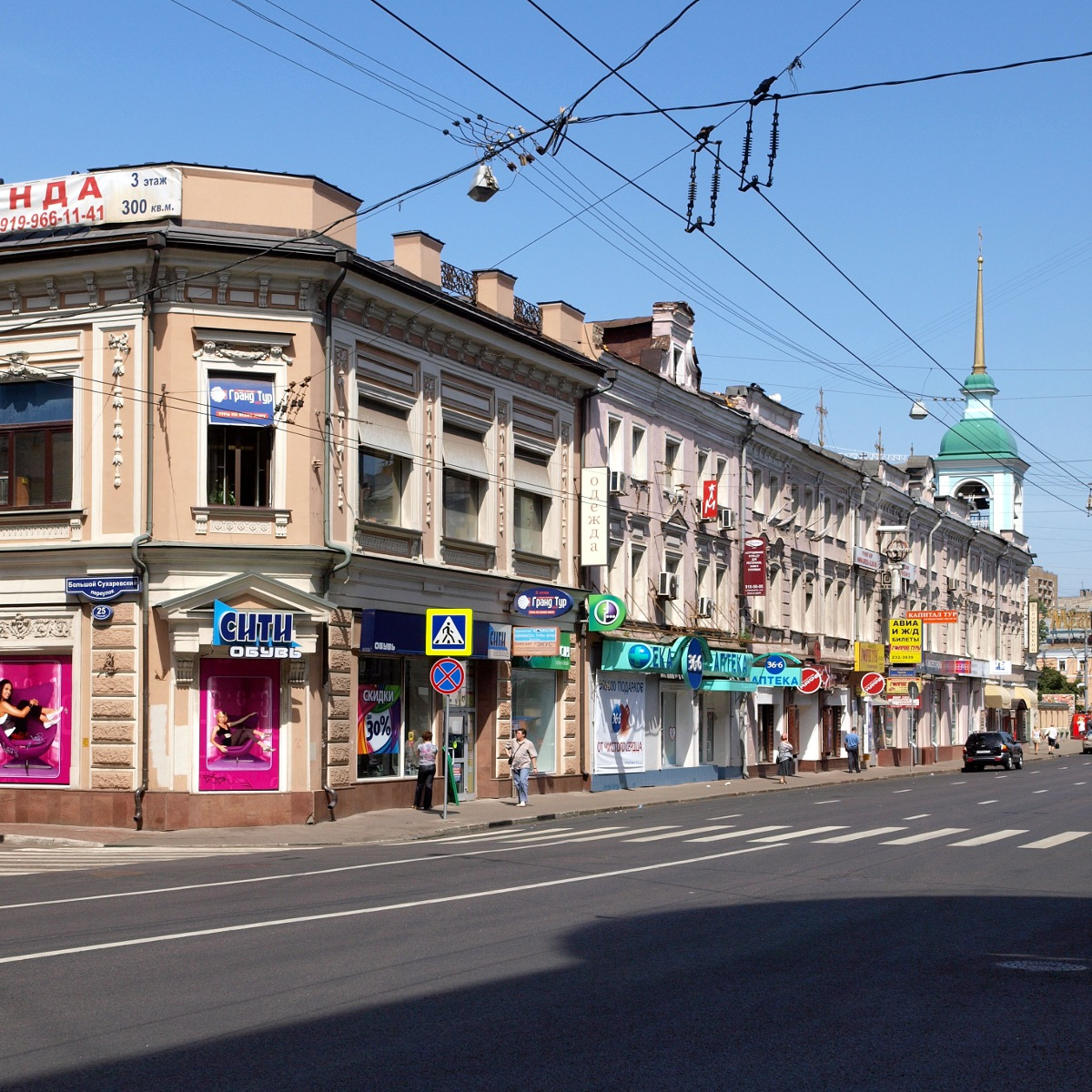
23-27號房屋

55°46′09″N 37°37′54″E / 55.76917°N 37.63167°E
斯列堅卡街（俄语：Улица Сре́тенка）是俄羅斯首都莫斯科一條街道，位於和平大街和大盧比揚卡街之間，長680公尺。十六世紀時稱烏斯特連堅街（улица Устретенская）。
街道是在莫斯科通往謝爾蓋聖三一修道院的道路上發展起來。1395年面對帖木兒入侵，莫斯科大公瓦西里一世把弗拉基米爾聖母請來，並於當年9月8日在莫斯科迎接聖像。後來在這裡興建了斯列堅斯克修道院（俄文意即「相遇」），即街名的由來。昔日沿路朝聖者絡繹不絕。
16世紀起，商人和工匠進駐。1884年的旅遊指南這樣描述斯列堅卡街及周圍巷子：
「雖非貧窮，但莫斯科這個區域總是擁擠骯髒。這裡的商業是傢具和日用品銷售為主……旅館和好的房子都很小，但中下等的餐廳和酒館卻很多。」